# علیه جلیلی‌‌‌ها
علیه گلیلی‌ها (جلیلی‌ها) [اهالی منطقه‌ای در کرانهٔ باختری نزدیک به دریاچهٔ کینرِت] (به لاتین contra galilaeos) نام رساله‌ای است به یونانی که ژولیان آخرین امپراتور غیرمسیحی روم، با لقب ژولیانِ مرتدّ، علیه مسیحیّت نوشت. ژولیان سعی می‌کرد جلوی نفوذ رو به گسترش مسیحیّت در امپراتوری روم را به نفع مذاهب کفرآمیز قومی و بومی بگیرد. او در این رساله آن چه را که به باورش خطاها و خطرهای ایمان مسیحی‌ست شرح می‌دهد. وی در این رساله مسیحیان را مرتدّان از یهودیّت تصویر می‌کند؛ دینی که به باور  او با قدمت و بومی شده بود و باید کاملاً مورد پذیرش قرار می‌گرفت. پس از مرگ ژولیان در نبردی در سال 363 ب.م، این رساله [از طرف کلیسا] تکفیر شد و متن آن از بین رفت. احتجاجات او صرفاً با واسطه، از طریق نویسندگان مسیحی‌ای که در برابر او به جدل برخاستند به دست ما رسیده است. به دلیل ارجاعات گسترده به یکی از همین پاسخ‌ها، با نام لاتین Contra Julianum (علیه ژولیان) که قدّیس سیریل اسکندرانی آن را نوشت، رسالهٔ ژولیان بیشتر با نام لاتینش شناخته می‌شود.